# 本杰明·惠特克
本杰明·惠特克（英語：Benjamin Whittaker，1997年6月6日—），英国男子拳击运动员。他曾代表英国参加2020年夏季奥林匹克运动会拳击比赛，获得一枚银牌。他也曾获2019年世界拳击锦标赛铜牌。